# Gorzów
Gorzów (powiat gorzowski) is een Pools district (powiat) in de Woiwodschap Lubusz. Het district heeft een totale oppervlakte van 1213,32 km² en telt 70.791 inwoners (2014).

## Steden
- Kostrzyn nad Odrą (Duits: Küstrin)
- Witnica (Duits: Vitez an der Ostbahn)

Stadsdistricten:
Gorzów Wlkp. · Zielona Góra 

Districten:
Gorzów · Krosno · Międzyrzecz · Nowa Sól · Słubice · Strzelce-Drezdenko · Sulęcin · Świebodzin · Wschowa · Zielona Góra · Żagań · Żary